# Isotoma nivea
Isotoma nivea (лат.) — вид коллембол рода Isotoma (Desoria) из семейства изотомид (Isotomidae). Европа.

## Описание
Мелкие коллемболы (около 2 мм). Населяет широколиственные и хвойные леса. Чаще всего его находили под корой гниющих деревьев и на грибах, реже — в подстилке. Массовый под корой деревьев и обычный или редкий в других местообитаниях. Встречается в Европе.